# Albert Beier (Fußballspieler, 1900)
Albert „Ali“ Beier (* 28. September 1900 in Lokstedt, heute zu Hamburg; † 21. September 1972 in Hamburg) war ein deutscher Fußballspieler. Er spielte auf der Position des rechten Verteidigers. Seine Spielweise galt als sehr körperbetont und robust.

## Karriere
Beier begann seine fußballerische Karriere bei Eintracht Lokstedt. Nach einem Jahr beim FC Union 03 Altona wechselte er 1921 schließlich zum Hamburger SV. Seinen ersten Erfolg bei den Hanseaten errang er bereits 1922, als er die norddeutsche Meisterschaft gewann und das Finale um die deutsche Meisterschaft erreichte. Dieses wurde nach zwei Unentschieden gegen den 1. FC Nürnberg zwar am grünen Tisch zu Gunsten des HSV gewertet, dieser verzichtete allerdings auf den Titel.
Im Oktober 1922 gab Beier sein Debüt in der norddeutschen Auswahlmannschaft im Bundespokal. Am Ende der Saison stand auch erneut der norddeutsche Meistertitel sowie der erste offizielle Meistertitel nach einem 3:0-Sieg über Union Oberschöneweide. In der Saison 1923/1924 wurde er mit dem HSV bereits zum dritten Mal in Folge norddeutscher Meister. In der deutschen Meisterschaft erreichte er mit dem HSV ebenso das dritte Mal in Serie das Finale, dieses Mal verlor man gegen den 1. FCN mit 0:2. Mit der norddeutschen Auswahl erreichte er zudem das Finale im Bundespokal, wo diese allerdings mit 2:4 gegen die süddeutsche Auswahl verlor.

Die Victoria – Wanderpokal für den Deutschen Fußballmeister von 1903 bis 1944 – gewann der Hamburger SV erstmals 1923 und 1928 erneut.

Zum Länderspiel am 14. Dezember 1924 gegen die Schweiz (1:1) wurde er zum ersten Mal in die deutsche Fußballnationalmannschaft berufen. In der Folgezeit konnte er sich aber nicht in der Nationalmannschaft etablieren, vor allem, weil Deutschland bei seinen nächsten drei Einsätzen ebenfalls sieglos blieb.
1925 wurde er mit dem HSV zum vierten Mal in Folge norddeutscher Meister, in der Endrunde zur deutschen Meisterschaft scheiterte der HSV allerdings in der ersten Runde; Beier fehlte jedoch verletzungsbedingt.
1927 und 1928 stand er erneut im Finale des Bundespokals, beide Spiele gingen verloren. 1928 wurde er mit dem HSV auch zum 5. Mal norddeutscher Meister und nach 1923 auch erneut deutscher Meister, nachdem man alle Gegner deklassieren konnte (5:2 im Finale gegen Hertha BSC).
1928 kehrte Beier auch wieder zurück in den Kreis der Nationalmannschaft und kam beim olympischen Fußballturnier in Amsterdam bei beiden Partien der Deutschen zum Einsatz (u. a. beim 1:4 gegen Uruguay).
1929 hatte er beim 2:1-Sieg über Italien seinen vorerst letzten Länderspieleinsatz, da er von Franz Schütz von seiner Position verdrängt wurde. Seinen elften und letzten Einsatz in der Nationalmannschaft hatte er 1931, beim 0:6-Debakel in Berlin gegen Österreich.
Auf Vereinsebene und in der norddeutschen Auswahl lief es hingegen besser für Beier. 1930 gewann er zum zweiten Mal den Bundespokal (2:0 gegen die Auswahl Brandenburgs), mit dem HSV wurde er zwischen 1931 und 1933 nochmals dreimal in Folge norddeutscher Meister, bei den deutschen Meisterschaftsendrunden scheiterte er mit dem HSV jedoch alle drei Mal vorzeitig. Mit der Umstrukturierung des Ligasystems durch die Nationalsozialisten endete auch die erfolgreiche Phase des HSV. Beier beendete seine Karriere 1933, als ihm der HSV brieflich ankündigte, ihn aus Altersgründen nicht mehr in der Ligamannschaft zu berücksichtigen. Insgesamt absolvierte Beier 27 Spiele bei deutschen Meisterschaftsendrunden und 28 Spiele für die Auswahl Norddeutschlands, davon 19 im Bundespokal.
Am 26. September 1941 beantragte er die Aufnahme in die NSDAP und wurde zum 1. Oktober desselben Jahres aufgenommen (Mitgliedsnummer 8.770.405).

## Erfolge
- Deutscher Meister: (1922), 1923, 1928
- Norddeutscher Meister: 1922, 1923, 1924, 1925, 1928, 1929, 1931, 1932, 1933
- Bundespokalsieger mit Norddeutschland: 1925, 1930
- 11 Länderspiele für Deutschland zwischen 1924 und 1931